# Friedenskirche (Frœschwiller)

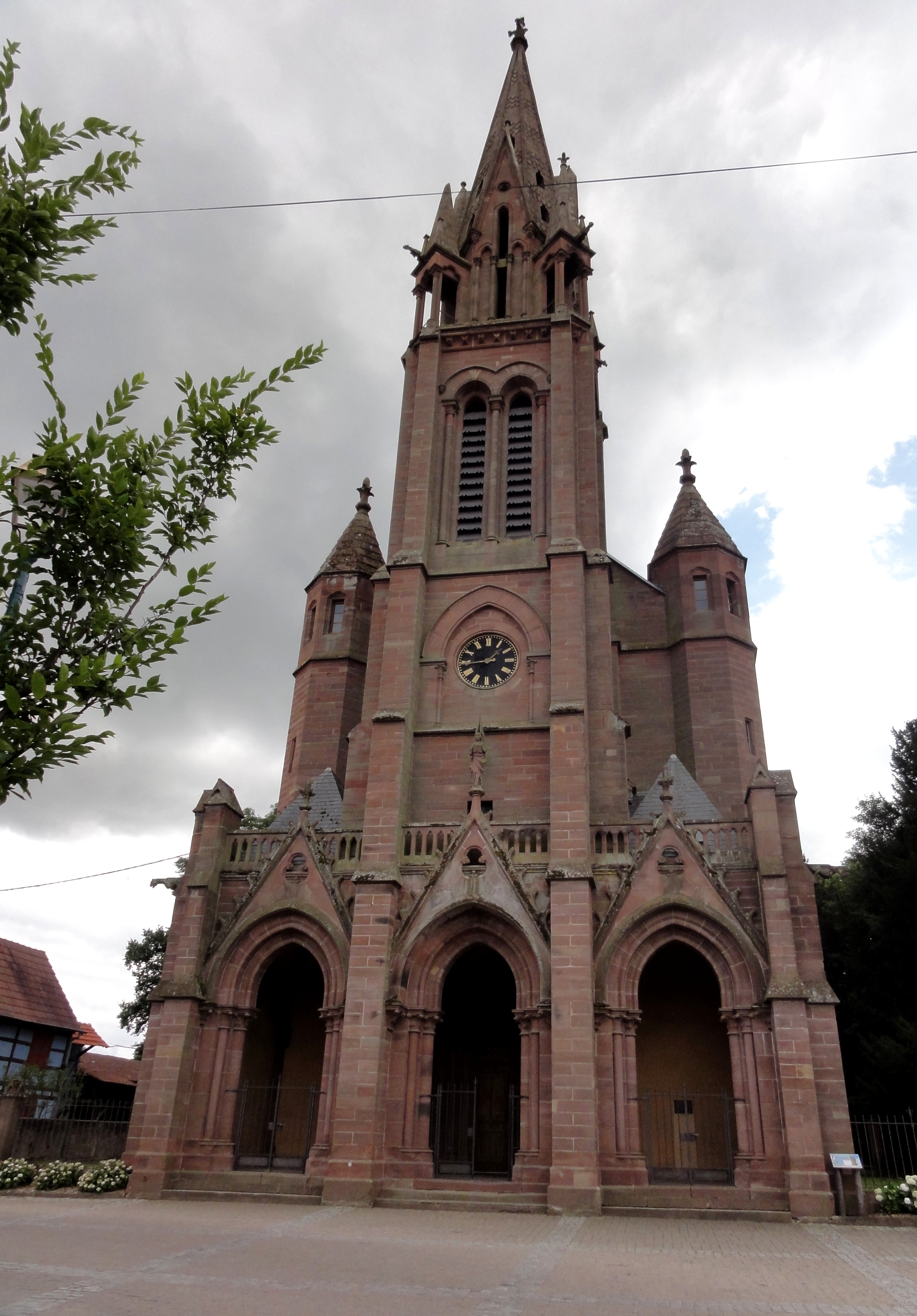
Frœschweiler, Friedenskirche

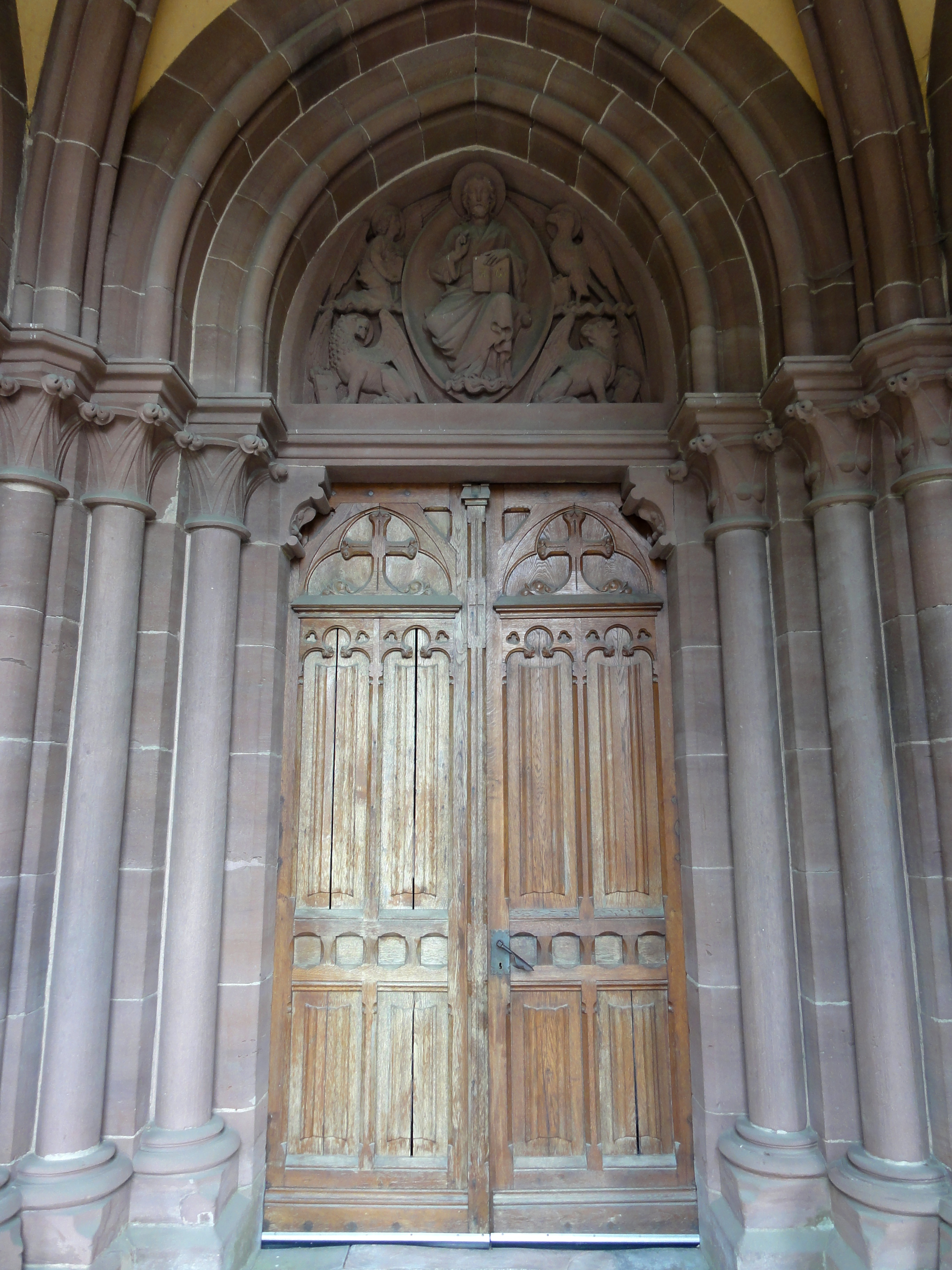
Portal

Die Friedenskirche (französisch Église de la Paix) ist die evangelisch-lutherische Pfarrkirche von Frœschwiller (deutsch: Fröschweiler) im Département Bas-Rhin im Elsass. Sie gehört der Protestantischen Kirche Augsburgischen Bekenntnisses von Elsass und Lothringen an.

## Geschichte
Während des Deutsch-Französischen Krieg war bei der in der Nähe des Ortes am 6. August 1870 stattgefundenen Schlacht bei Wörth auch die 1845 errichtete und während der Kampfhandlungen als Lazarett genutzte evangelische Kirche zerstört worden. An ihrer Stelle wurde ab 1872 durch den Architekten Charles Winkler, Landbaumeister für das Unterelsass in Straßburg, ein Kirchenneubau errichtet, der bei seiner Einweihung durch Pastor Charles Klein am 30. Juli 1876 den Titel Friedenskirche erhielt. Mitfinanziert wurde der Kirchenneubau, der unter dem Protektorat des Kronprinzen Friedrich stand, durch den Hilfsverein Nürnberg des Gustav-Adolf-Werks, das sich die Errichtung evangelischer Kirchenbauten in katholisch dominierten Regionen zum Ziel gesetzt hatte. Am 27. September 1876 besuchte Kaiser Wilhelm I. die fertiggestellte Kirche.

## Architektur
Die in neugotischen Formen errichtete Friedenskirche wird von einem Turm mit dreiteiliger offener Vorhalle beherrscht, bekrönt von einem steinernen Steilhelm mit Giebeln und seitlichen Fialenbaldachinen nach dem Vorbild der Kathedrale von Laon. Die Gebäudeecken markieren polygonale Treppentürme, der Kirchenbau schließt in einer polygonalen Apsis. Der Kirchenraum ist als eine im Mittelschiff kreuzrippengewölbte Wandpfeilerhalle mit Emporen gestaltet.
Das Portaltympanon zeigt, in deutlicher formaler Anlehnung an das „Königsportal“ der Kathedrale von Chartres, ein Relief der Majestas Domini, umgeben von den Evangelistensymbolen.
Neben der Kirche befindet sich ein Grabmonument der Grafen von Dürckheim.

## Denkmalschutz
Bereits am 6. Dezember 1898, zwanzig Jahre nach ihrer Errichtung, wurde die Fröschweiler Friedenskirche seitens der deutschen Behörden im Reichsland Elsass-Lothringen als ein für die nationale Geschichte wichtiges Objekt unter Denkmalschutz gestellt, am 8. Februar 1927 aber seitens der französischen Behörden wieder aus der Liste der Monuments historiques gestrichen. Fast ein Jahrhundert später wurde die Friedenskirche nach längerer Diskussion um die Berechtigung ihres Denkmalstatus am 9. Mai 2O22 wieder als Denkmal klassifiziert.

## Ausstattung
Die Friedenskirche hat weitgehend ihre bauzeitliche Ausstattung mit Kanzel, Taufstein und Pastorenbank bewahrt. Der Retabelaltar, geschaffen von Friedrich Wanderer aus Nürnberg, und laut Inschrift „Gestiftet aus gesammelten Gaben in Nord-Deutschland durch Prediger S. Nielsen 1876“, zeigt eine Darstellung der Beweinung Christi, auf den Seitenflügeln die Apostel Petrus und Paulus sowie im Gespränge die Auferstehung Christi. Die Predella zeigt neben dem Porträt von Martin Luther dasjenige von Kuno Eckbrecht von Dürckheim, der 1552 die Reformation in Fröschweiler eingeführt hatte.

### Orgel
Bei ihrer Einweihung 1876 erhielt die Friedenskirche eine Orgel der Firma G. F. Steinmeyer & Co. in Oettingen mit folgender Disposition:
| I Hauptwerk C–f3 |              |        |
| 01.              | Bourdon      | 16′    |
| 02.              | Principal    | 08′    |
| 03.              | Gedeckt      | 08′    |
| 04.              | Salicional   | 08′    |
| 05.              | Octav        | 04′    |
| 06.              | Floete       | 04′    |
| 07.              | Octav        | 02′    |
| 08.              | Mixture II–V | 02 ⁄3′ |

| II Oberwerk C–f3 |                  |       |
| 09.              | Lieblich Gedeckt | 8′    |
| 10.              | Montre           | 4′    |
| 11.              | Nazard           | 2 ⁄3′ |
| 12.              | Doublette        | 2′    |

| Pedal C–d1 |           |     |
| 13.        | Violon    | 16′ |
| 14.        | Soubasse  | 16′ |
| 15.        | Cello     | 08′ |
| 16.        | Octavbass | 08′ |

- Koppeln: II/I, I/P, II/P